# Quevillon
Pour les articles homonymes, voir Quévillon (homonymie).
Quevillon est une commune française située dans le département de la Seine-Maritime en région Normandie.
Elle fait partie du parc naturel régional des Boucles de la Seine normande.

## Géographie

### Localisation
Quevillon est un village situé sur la rive droite de la Seine, entre Rouen et Le Havre, en bordure de la forêt de Roumare.
La commune fait partie de la Métropole Rouen Normandie.
|             | Saint-Martin-de-Boscherville |                |
| Bardouville | Quevillon                    | Canteleu       |
|             | Saint-Pierre-de-Manneville   | Val-de-la-Haye |

### Hydrographie
La commune est située dans le bassin Seine-Normandie. Elle est drainée par la Seine,.
La Seine constitue la limite ouest de la commune. Elle prend sa source à Source-Seine, en Côte-d'Or, sur le plateau de Langres, traverse le département avec de larges méandres sur son flanc sud et se jette dans la Manche entre Le Havre et Honfleur. 
Deux plans d'eau complètent le réseau hydrographique : la mare Auzou (0,02 ha) et Petite Mare (0,01 ha),.

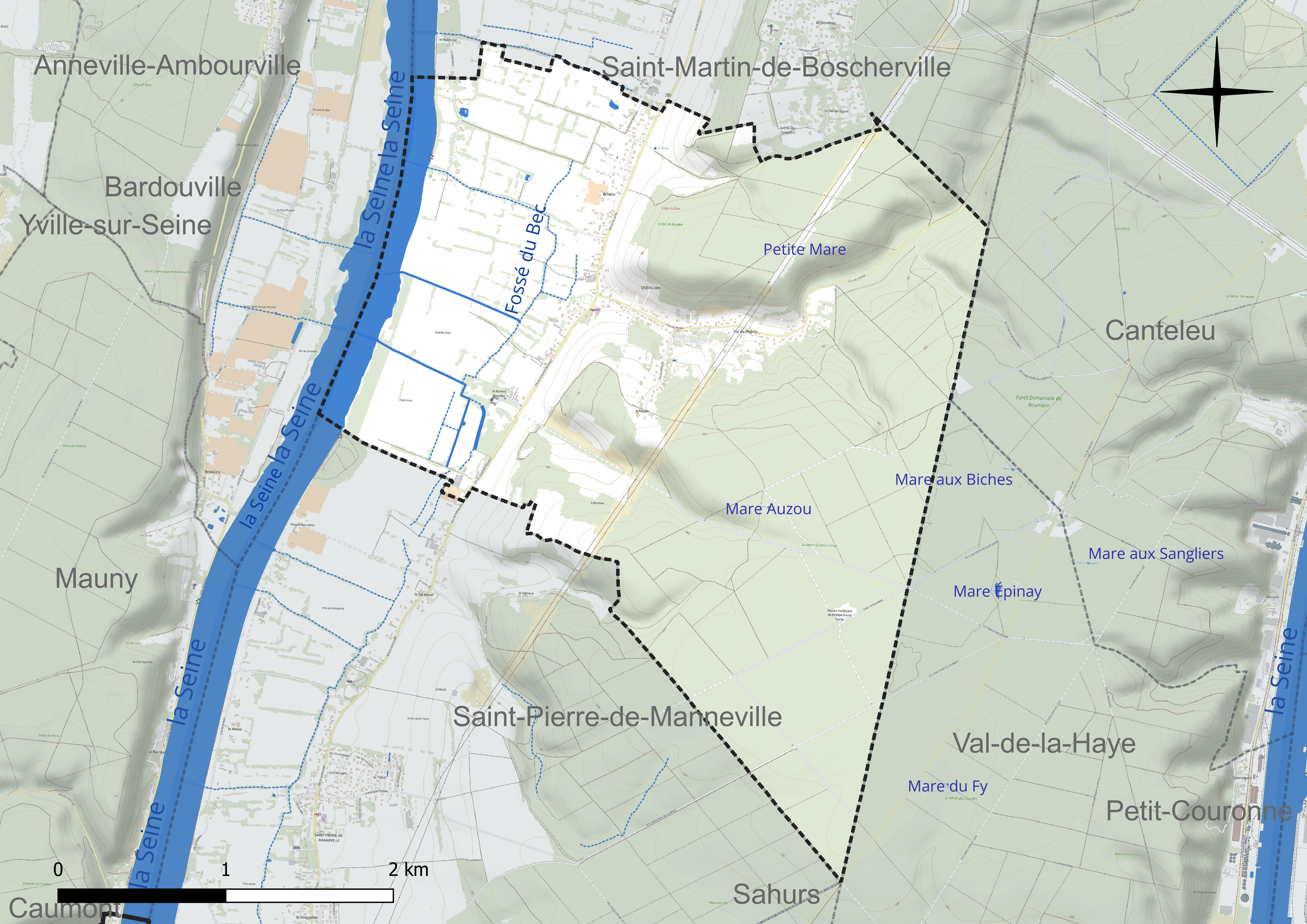
Réseau hydrographique de Quevillon.

### Climat
Pour des articles plus généraux, voir Climat de la Normandie et Climat de la Seine-Maritime.
En 2010, le climat de la commune est de type climat océanique altéré, selon une étude du CNRS s'appuyant sur une série de données couvrant la période 1971-2000. En 2020, Météo-France publie une typologie des climats de la France métropolitaine dans laquelle la commune est exposée à un climat océanique et est dans la région climatique Côtes de la Manche orientale, caractérisée par un faible ensoleillement (1 550 h/an) ; forte humidité de l’air (plus de 20 h/jour avec humidité relative > 80 % en hiver), vents forts fréquents. Parallèlement le GIEC normand, un groupe régional d’experts sur le climat, différencie quant à lui, dans une étude de 2020, trois grands types de climats pour la région Normandie, nuancés à une échelle plus fine par les facteurs géographiques locaux. La commune est, selon ce zonage, exposée à un « climat contrasté des collines », correspondant au Pays d’Auge, Lieuvin et Roumois, moins directement soumis aux flux océaniques et connaissant toutefois des précipitations assez marquées en raison des reliefs collinaires qui favorisent leur formation.
Pour la période 1971-2000, la température annuelle moyenne est de 10,8 °C, avec une amplitude thermique annuelle de 13 °C. Le cumul annuel moyen de précipitations est de 802 mm, avec 12,5 jours de précipitations en janvier et 8,1 jours en juillet. Pour la période 1991-2020, la température moyenne annuelle observée sur la station météorologique la plus proche, située sur la commune de Jumièges à 10 km à vol d'oiseau, est de 12,2 °C et le cumul annuel moyen de précipitations est de 843,5 mm,. Pour l'avenir, les paramètres climatiques de la commune estimés pour 2050 selon différents scénarios d’émission de gaz à effet de serre sont consultables sur un site dédié publié par Météo-France en novembre 2022.

## Urbanisme

### Typologie
Au 1er janvier 2024, Quevillon est catégorisée commune rurale à habitat dispersé, selon la nouvelle grille communale de densité à sept niveaux définie par l'Insee en 2022.
Elle est située hors unité urbaine. Par ailleurs la commune fait partie de l'aire d'attraction de Rouen, dont elle est une commune de la couronne,. Cette aire, qui regroupe 317 communes, est catégorisée dans les aires de 200 000 à moins de 700 000 habitants,.

### Occupation des sols
L'occupation des sols de la commune, telle qu'elle ressort de la base de données européenne d’occupation biophysique des sols Corine Land Cover (CLC), est marquée par l'importance des forêts et milieux semi-naturels (57 % en 2018), une proportion identique à celle de 1990 (57 %). La répartition détaillée en 2018 est la suivante : 
forêts (57 %), zones agricoles hétérogènes (29,3 %), terres arables (4,9 %), zones urbanisées (4,5 %), eaux continentales (3,3 %), prairies (1 %). L'évolution de l’occupation des sols de la commune et de ses infrastructures peut être observée sur les différentes représentations cartographiques du territoire : la carte de Cassini (XVIIIe siècle), la carte d'état-major (1820-1866) et les cartes ou photos aériennes de l'IGN pour la période actuelle (1950 à aujourd'hui).

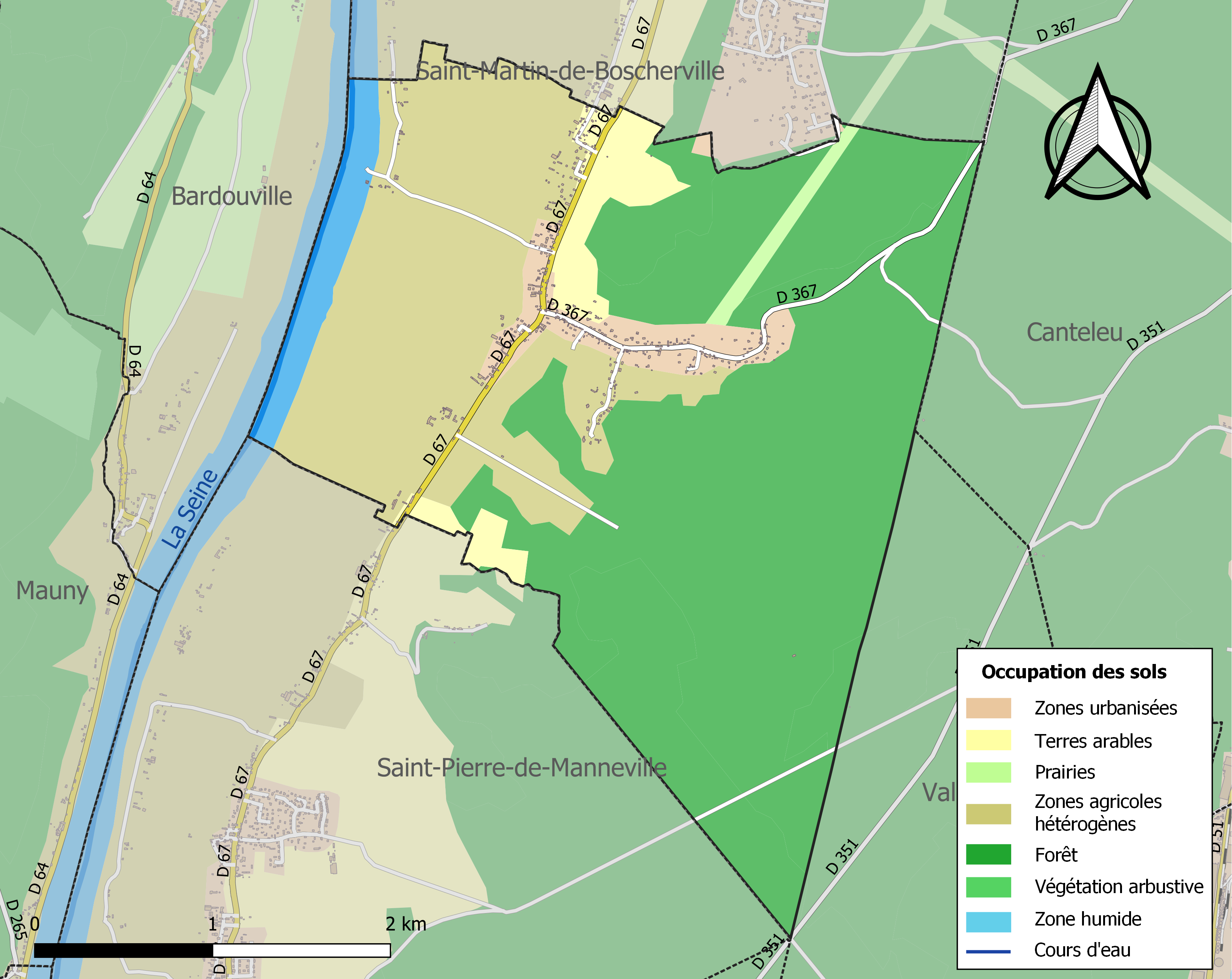
Carte des infrastructures et de l'occupation des sols de la commune en 2018 (CLC).

### Voies de communication et transports
Les ponts les plus proches permettant de traverser la Seine sont le pont de Brotonne à Caudebec-en-Caux et le pont Gustave-Flaubert à Rouen. Les bacs les plus proches sont ceux de Duclair et de Sahurs.
La gare la plus proche est la gare de Rouen-Rive-Droite.

## Toponymie
Le nom de la localité est attesté sous la forme Chevillon en 1060.
Quevillon est une forme normande et picarde de chevillon, diminutif de cheville pour l'assemblage de tenons et mortaises.

## Histoire
Le 11 août 1944, des bombes tombent sur la commune et tuent 4 personnes.

## Politique et administration
| Période                                  | Période                    | Identité                                | Étiquette | Qualité                                                      |
| ---------------------------------------- | -------------------------- | --------------------------------------- | --------- | ------------------------------------------------------------ |
| Les données manquantes sont à compléter. |                            |                                         |           |                                                              |
| 1801                                     | 1807                       | Jacques Bourgeois                       |           |                                                              |
| 1807                                     | 1817                       | Marie Alexandre Louis Dumoucel de Torcy |           |                                                              |
| 1819                                     | 1820                       | Jean Baptiste Pierre Bourgeois          |           |                                                              |
| 1852                                     |                            | Étienne Mégard                          |           |                                                              |
| 1860                                     | 1863                       | Édouard Luce                            |           |                                                              |
| 1864                                     |                            | Piquefeu                                |           |                                                              |
| 1874                                     | 1882                       | Charles Hulin                           |           |                                                              |
| 1886                                     | 1902                       | Lenfant                                 |           |                                                              |
| 1925                                     | 1926                       | Léon Chefdeville                        |           |                                                              |
| 1926                                     | 1944                       | Joseph Helluy                           |           |                                                              |
| 1945                                     | 1947                       | Charles Desmoulins                      |           |                                                              |
| 1956                                     |                            | L. Gagu                                 |           |                                                              |
| 1967                                     |                            | A. Barreau                              |           |                                                              |
| 1974                                     |                            | E. Desmoulins                           |           |                                                              |
| Les données manquantes sont à compléter. |                            |                                         |           |                                                              |
| mars 1989                                | En cours (au 10 août 2020) | Jean-Pierre Petit                       |           | Technicien de bureau d’études Réélu pour le mandat 2020-2026 |

## Population et société

### Démographie
L'évolution du nombre d'habitants est connue à travers les recensements de la population effectués dans la commune depuis 1793. Pour les communes de moins de 10 000 habitants, une enquête de recensement portant sur toute la population est réalisée tous les cinq ans, les populations de référence des années intermédiaires étant quant à elles estimées par interpolation ou extrapolation. Pour la commune, le premier recensement exhaustif entrant dans le cadre du nouveau dispositif a été réalisé en 2004.

En 2022, la commune comptait 591 habitants, en évolution de −2,8 % par rapport à 2016 (Seine-Maritime : +0,35 %, France hors Mayotte : +2,11 %).
| 1793 | 1800 | 1806 | 1821 | 1831 | 1836 | 1841 | 1846 | 1851 |
| ---- | ---- | ---- | ---- | ---- | ---- | ---- | ---- | ---- |
| 420  | 500  | 448  | 426  | 426  | 402  | 381  | 406  | 388  |

| 1856 | 1861 | 1866 | 1872 | 1876 | 1881 | 1886 | 1891 | 1896 |
| ---- | ---- | ---- | ---- | ---- | ---- | ---- | ---- | ---- |
| 357  | 308  | 316  | 282  | 274  | 308  | 318  | 322  | 307  |

| 1901 | 1906 | 1911 | 1921 | 1926 | 1931 | 1936 | 1946 | 1954 |
| ---- | ---- | ---- | ---- | ---- | ---- | ---- | ---- | ---- |
| 291  | 282  | 267  | 245  | 250  | 250  | 250  | 268  | 324  |

| 1962 | 1968 | 1975 | 1982 | 1990 | 1999 | 2004 | 2006 | 2009 |
| ---- | ---- | ---- | ---- | ---- | ---- | ---- | ---- | ---- |
| 312  | 329  | 436  | 506  | 523  | 533  | 613  | 619  | 602  |

| 2014 | 2019 | 2022 | - | - | - | - | - | - |
| ---- | ---- | ---- | - | - | - | - | - | - |
| 599  | 589  | 591  | - | - | - | - | - | - |

### Cultes
Quevillon appartient à la paroisse catholique Saint-Georges de Boscherville en Roumare qui fait partie du doyenné Rouen-Ouest de l'archidiocèse de Rouen.

## Culture locale et patrimoine

### Lieux et monuments
- Le château de la Rivière-Bourdet (XVIIe siècle) avec son colombier (1668)[23],[24] est inscrit monument historique depuis le 30 novembre 1934[25].
- Chapelle et colombier au Belaître. Un projet de reconstruction du logis par l'architecte Pierre-Adrien Pâris ne vit pas le jour[26]. La chapelle fait l’objet d’une inscription au titre des monuments historiques depuis le 19 octobre 1994[27].
- Église Saint-Martin.
- Monument aux morts (1921).

### Personnalités liées à la commune
- Voltaire a séjourné à Quevillon en 1723[28]. Il y a écrit en partie Marianne et La Henriade.
- Édouard de Fitz-James (1776-1838).
- Duchesse de Castries (née Henriette de Maillé) qui inspira Balzac pour son roman La Duchesse de Langeais.
- Georges Breuil (1904-1997), artiste peintre abstrait né à Quevillon.